# Andrzej Straburzyński
Andrzej Straburzyński (ur. 1948 w Gorzowie Wielkopolskim, zm. 17 września 2009 w Trzebieży) – żeglarz, jachtowy kapitan żeglugi wielkiej i motorowodny kapitan żeglugi wielkiej, instruktor żeglarstwa, członek Bractwa Wybrzeża.

## Życiorys
Był kapitanem żaglowców: Henryk Rutkowski (obecnie Kapitan Głowacki), Zew (obecnie Kaisei), Pogoria i Concordia.
Z żeglarstwem zetknął się w 1962 r. w Klubie Wodnym LOK w Gorzowie, w 1964 r. uzyskał stopień żeglarza. Uprawiał też lekkoatletykę, kajakarstwo i skoki spadochronowe, był brydżystą.
W 1972 r. przeprowadził się do podszczecińskiej Trzebieży i zaczął działać w znajdującym się tam Ośrodku Żeglarskim. Doświadczenie morskie zdobywał pod dowództwem kapitanów: Wojciecha i Kazimierza Michalskich, Jerzego Kraszewskiego, Jerzego Szelestowskiego, Antoniego Brancewicza, Andrzeja Marczaka i Wojciecha Jacobsona.
W 1980 r. porzucił pracę w charakterze chemika i związał się na stałe z Ośrodkiem Żeglarskim w Trzebieży. Pracował tam jako bosman, a następnie jako bosman i mechanik na Zewie Morza. Pływał także na jachtach: Tytan, Mazurek, Jurand, Chrobry i Kapitan Haska. W latach 1982–1984 nadzorował remont kapitalny jachtu Chrobry, potem pływał na nim dochodząc od stopnia bosmana do kapitana. W 1985 r. pod koniec remontu kapitalnego zaczął pracę jako mechanik na brygantynie Henryk Rutkowski, na którym pływał trzy lata, ponownie uzyskując dowodzenie jednostką. W 1989 r. po rejsie na Wyspy Kanaryjskie jachtem Kpt. Haska mustruje się jako starszy oficer na Pogorii prowadzącą kanadyjską Szkołę Pod Żaglami.
W 1990 r. przeszedł na nowo budowany jacht Zew, który zastąpił utracony Zew Morza, którym odbywa rejsy do Southampton i Amsterdamu i na Karaiby, biorąc udział w Antiqua Yacht Charter Week.
Na wiosnę 1991 roku brał udział w remoncie Pogorii, jako jej kapitan poprowadził ostatnią na Pogorii kanadyjską Szkołę Pod Żaglami z Gdyni do Kapsztadu przez Morze Śródziemne, Kanał Sueski i Afrykę Wschodnią. Po powrocie do kraju Pogorią w kwietniu 1992 roku, ukończył w Szczecinie budowę w Szczecinie Concordii dla kanadyjskiej Szkoły Pod Żaglami i poprowadził ją w dziewiczy rejs do Kilonii, biorąc udział w regatach Tygodnia Kilońskiego i następnie przez lata pełnił funkcję dowódcy brygantyny.
Kapitan Straburzyński przepłynął we wszystkich rejsach przeszło 330 000 mil morskich.
W plebiscycie Jachtowych Kapitanów Żeglugi Wielkiej XX wieku zajął 8. miejsce.